# Westenholz (Delbrück)
Westenholz is een plaats in de Duitse gemeente Delbrück, deelstaat Noordrijn-Westfalen, en telt 3.949 inwoners (31 december 2019). Het ligt aan de westkant van de gemeente.
In het dorp staat een van de Delbrücker meubelfabrieken.

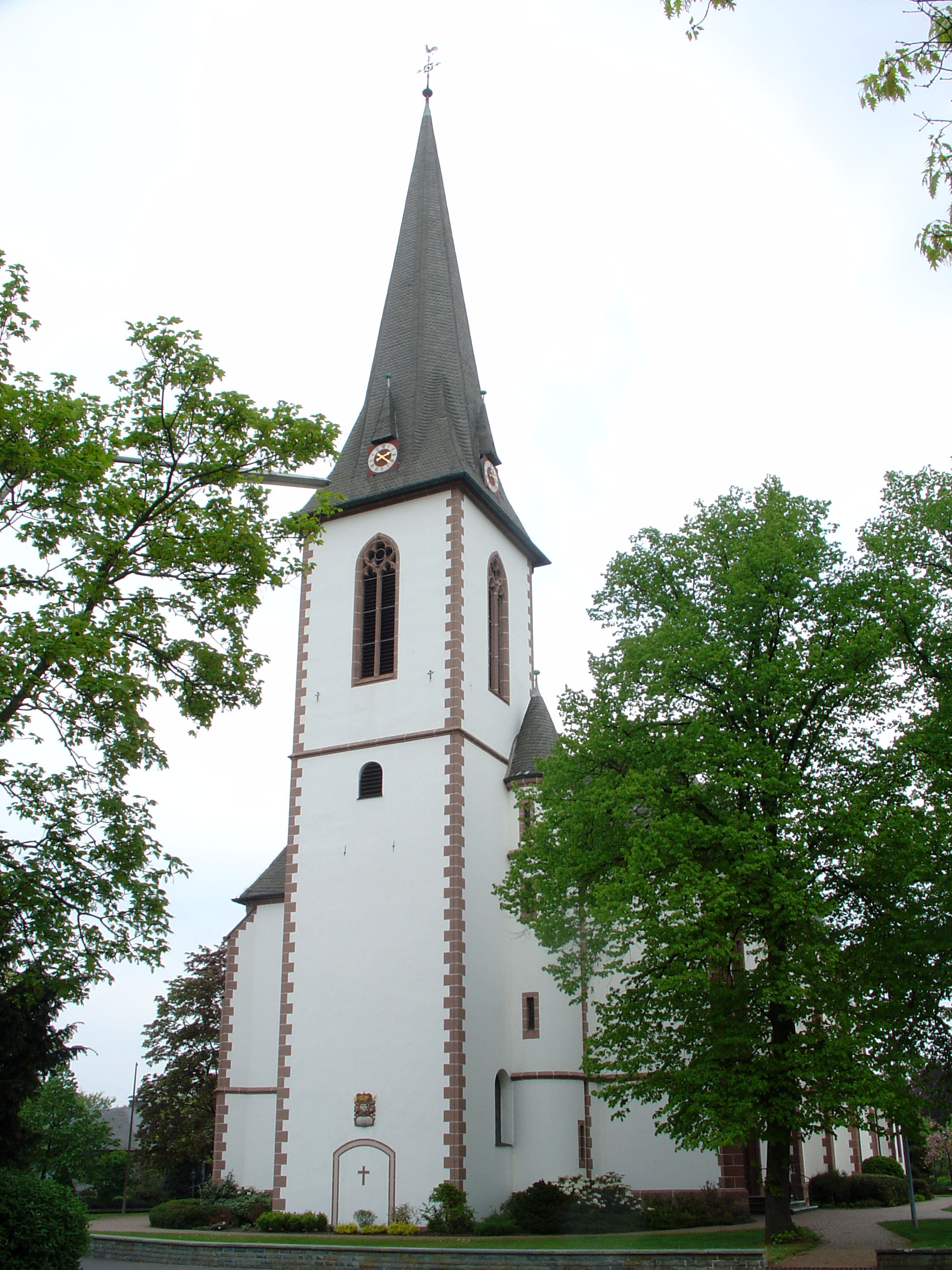
R.K. St. Jozefkerk (1905)
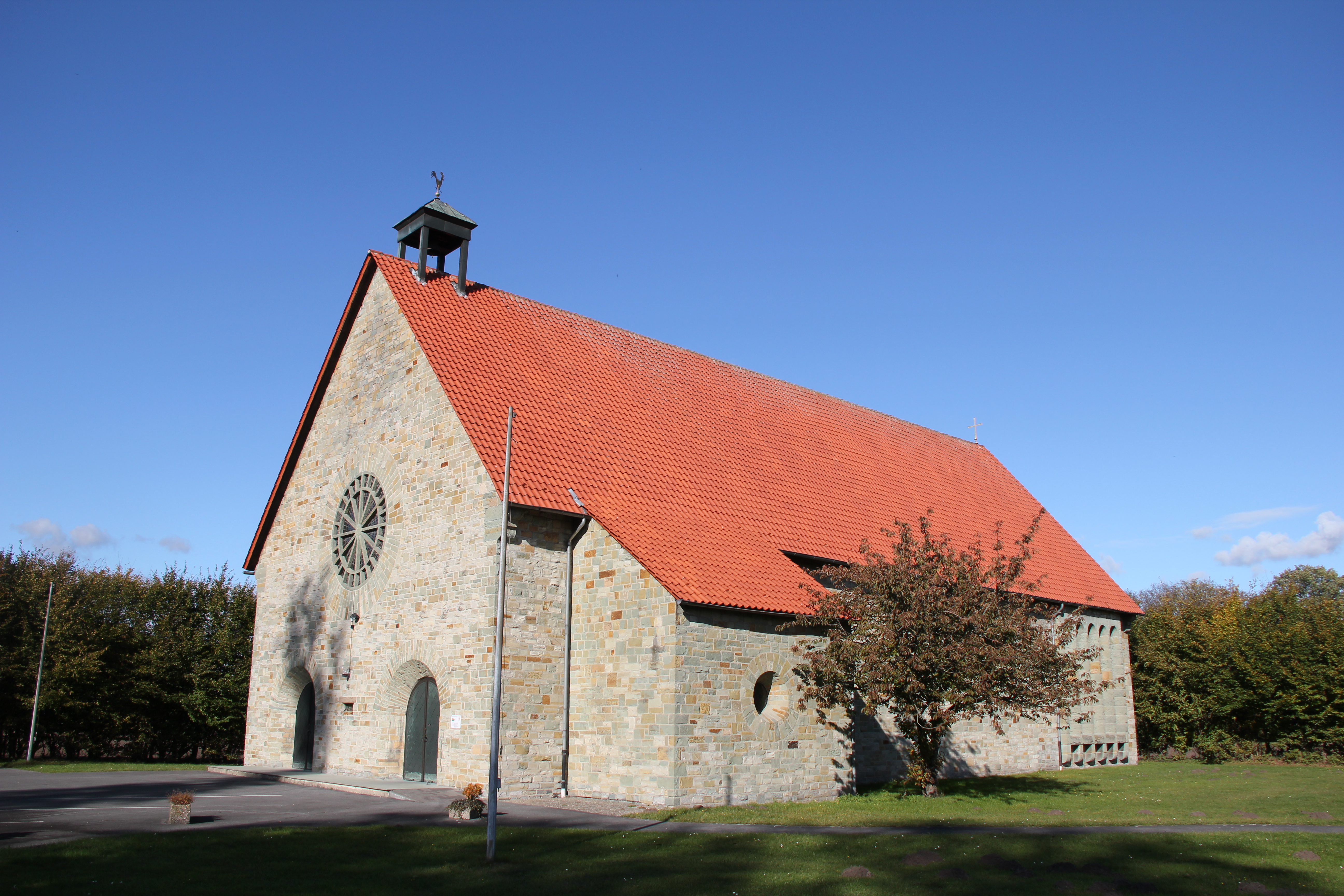
R.K. St. Mariakerk Muehlenheide (1950)

De voormalige gemeente Westenholz heeft sedert 1996 een jumelage met Budakeszi, een voorstad van Boedapest, in Hongarije.